# Coordination européenne Via Campesina
La Coordination européenne Via Campesina (ECVC) est une fédération paysanne européenne.

## Histoire
La Via Campesina est un mouvement créé en Belgique en 1993. Il regroupait près de 150 organisations en 2012.
ECVC est un mouvement représentant des millions d'agriculteurs dans 70 pays. Il s'oppose à l'agriculture industrielle et pour la défense d'une agriculture familiale.
La coalition s'implique dans les débats relatifs à la politique agricole commune (PAC),.
En juillet 2021, elle publie un référentiel de formation sur l’agroécologie paysanne.

## Actions
ECVC participe au travail des institutions européennes et des organisations internationales en tant que partie prenante. Elle contribue notamment au groupe de dialogue civil de la Commission européenne, est invité par le Parlement européen à des audiences publiques et est également active dans le mécanisme de la société civile pour les relations avec le Comité des Nations unies sur la sécurité alimentaire mondiale,,,.

## Campagnes
En septembre 2015, Coordination européenne Via Campesina manifeste aux côtés de la Confédération paysanne et d'European Milk Board (en) devant le Conseil européen à Bruxelles contre la politique menée par les ministres de l'Agriculture de l'Union européenne.